# Seznam dílů seriálu Vraždy mezi muškáty
Toto je seznam dílů seriálu Vraždy mezi muškáty.

## Přehled řad
| Řada | Díly | Premiéra v Německu | Premiéra v Německu | Premiéra v ČR  | Premiéra v ČR   |
| Řada | Díly | První díl          | Poslední díl       | První díl      | Poslední díl    |
| ---- | ---- | ------------------ | ------------------ | -------------- | --------------- |
| 1    | 13   | 7. ledna 2008      | 24. srpna 2010     | 24. února 2013 | 26. května 2013 |
| 2    | 13   | 28. srpna 2012     | 4. prosince 2012   | 2. června 2013 | 25. srpna 2013  |
| 3    | 13   | 9. září 2014       | 16. prosince 2014  | bude oznámeno  | bude oznámeno   |

## Seznam dílů

### První řada (2008–2010)
| Č. v seriálu | Č. v řadě | Původní název          | Český název                | Režie            | Scénář        | Premiéra v Německu | Premiéra v ČR   |
| ------------ | --------- | ---------------------- | -------------------------- | ---------------- | ------------- | ------------------ | --------------- |
| 1            | 1         | Ausgerechnet Eifel     | Nový začátek               | Arne Feldhusen   | Marie Reiners | 7. ledna 2008      | 24. února 2013  |
| 2            | 2         | Vatertag               | Stíny minulosti            | Arne Feldhusen   | Marie Reiners | 14. ledna 2008     | 3. března 2013  |
| 3            | 3         | Fingerübungen          | Případ klavírního virtuosa | Arne Feldhusen   | Marie Reiners | 21. ledna 2008     | 10. března 2013 |
| 4            | 4         | Marienfeuer            | Mariánské procesí          | Christoph Schnee | Marie Reiners | 28. ledna 2008     | 17. března 2013 |
| 5            | 5         | Waldeslust             | Dostaveníčko v lese        | Christoph Schnee | Marie Reiners | 11. února 2008     | 24. března 2013 |
| 6            | 6         | Tödliche Nachbarschaft | Zášť až za hrob            | Christoph Schnee | Marie Reiners | 18. února 2008     | 7. dubna 2013   |
| 7            | 7         | Blutende Herzen        | Příliš mnoho závětí        | Torsten Wacker   | Marie Reiners | 6. července 2010   | 14. dubna 2013  |
| 8            | 8         | Sonne, Mord und Sterne | Slunce, vražda, hvězdy     | Torsten Wacker   | Marie Reiners | 13. července 2010  | 21. března 2013 |
| 9            | 9         | Spätlese               | Pozdní sběr                | Torsten Wacker   | Marie Reiners | 20. července 2010  | 28. března 2013 |
| 10           | 10        | Walzing Mathilde       | Skrytá kamera              | Joseph Orr       | Sylke Lorenz  | 3. srpna 2010      | 5. května 2013  |
| 11           | 11        | Tödlicher Lehrstoff    | Nadaný žák                 | Torsten Wacker   | Marie Reiners | 10. srpna 2010     | 12. května 2013 |
| 12           | 12        | Mikado                 | Ideální dovolená           | Joseph Orr       | Marie Reiners | 17. srpna 2010     | 19. května 2013 |
| 13           | 13        | Nach 6 im Zoo          | Medvěd v ohrožení          | Joseph Orr       | Marie Reiners | 24. srpna 2010     | 26. května 2013 |

### Druhá řada (2012)
| Č. v seriálu | Č. v řadě | Původní název                   | Český název           | Režie            | Scénář                            | Premiéra v Německu | Premiéra v ČR     |
| ------------ | --------- | ------------------------------- | --------------------- | ---------------- | --------------------------------- | ------------------ | ----------------- |
| 14           | 1         | Die Venus von Hengasch          | Venuše z Hengasche    | Christoph Schnee | Benjamin Hessler                  | 28. srpna 2012     | 2. června 2013    |
| 15           | 2         | Terror in Hengasch              | Výbuchy v říši zvířat | Christoph Schnee | Michael Tack                      | 4. září 2012       | 9. června 2013    |
| 16           | 3         | Und ewig singt das Blaukehlchen | A věčně zpívá slavík  | Torsten Wacker   | Lars Albaum                       | 18. září 2012      | 16. června 2013   |
| 17           | 4         | Henghasch                       | Divoká jízda          | Christoph Schnee | Benjamin Hessler a Florian Oeller | 25. září 2012      | 23. června 2013   |
| 18           | 5         | Scharfe Bräute, ganze Kerle     | Osudná zatáčka        | Christoph Schnee | Christoph Benkelmann              | 2. října 2012      | 30. června 2013   |
| 19           | 6         | Saftladen                       | Nekalá konkurence     | Christoph Schnee | Anna Dokoupilova                  | 9. října 2012      | 7. července 2013  |
| 20           | 7         | Waldhaus Amore                  | Výměna rolí           | Lars Jessen      | Lars Albaum a Dietmar Jacobs      | 23. října 2012     | 14. července 2013 |
| 21           | 8         | Die Saat des Bösen              | Zlé sémě              | Lars Jessen      | Anna Dokoupilova                  | 30. října 2012     | 21. července 2013 |
| 22           | 9         | Tod am 18. Loch                 | Smrt u 18. jamky      | Torsten Wacker   | Andy Cremer                       | 6. listopadu 2012  | 28. července 2013 |
| 23           | 10        | Das nennt man Camping…          | Mise v utajení        | Christoph Schnee | Dietmar Jacobs a Lars Albaum      | 13. listopadu 2012 | 4. srpna 2013     |
| 24           | 11        | Ein krummer Hund                | Křivák                | Torsten Wacker   | Christoph Benkelmann              | 20. listopadu 2012 | 11. srpna 2013    |
| 25           | 12        | Der Antrag                      | Žádost o ruku         | Lars Jessen      | Benjamin Hessler                  | 27. listopadu 2012 | 18. srpna 2013    |
| 26           | 13        | Der Schandbaum                  | Strom hanby           | Christoph Schnee | Benjamin Hessler a Michael Tack   | 4. prosince 2012   | 25. srpna 2013    |

### Třetí řada (2014)
| Č. v seriálu | Č. v řadě | Původní název                | Český název   | Režie             | Scénář                                             | Premiéra v Německu | Premiéra v ČR |
| ------------ | --------- | ---------------------------- | ------------- | ----------------- | -------------------------------------------------- | ------------------ | ------------- |
| 27           | 1         | Sophies Welt                 | bude oznámeno | Christoph Schnee  | Benjamin Hessler                                   | 9. září 2014       | bude oznámeno |
| 28           | 2         | Der Carport                  | bude oznámeno | Christoph Schnee  | Christoph Benkelmann                               | 16. září 2014      | bude oznámeno |
| 29           | 3         | Gulasch für den Geiselnehmer | bude oznámeno | Christoph Schnee  | Lars Albaum                                        | 23. září 2014      | bude oznámeno |
| 30           | 4         | Der letzte Vorhang           | bude oznámeno | Christoph Schnee  | Dietmar Jacobs                                     | 30. září 2014      | bude oznámeno |
| 31           | 5         | Klingelingeling              | bude oznámeno | Christoph Schnee  | Benjamin Hessler                                   | 7. října 2014      | bude oznámeno |
| 32           | 6         | Moorleiche                   | bude oznámeno | Kaspar Heidelbach | Sonja Schönemann a Peter Güde                      | 14. října 2014     | bude oznámeno |
| 33           | 7         | Einer muss singen            | bude oznámeno | Kaspar Heidelbach | Sonja Schönemann                                   | 21. října 2014     | bude oznámeno |
| 34           | 8         | Frites speciaal              | bude oznámeno | Christoph Schnee  | Dietmar Jacobs                                     | 4. listopadu 2014  | bude oznámeno |
| 35           | 9         | Spuk in Hengasch             | bude oznámeno | Kaspar Heidelbach | Lars Albaum                                        | 11. listopadu 2014 | bude oznámeno |
| 36           | 10        | Lovehotel Traube             | bude oznámeno | Kaspar Heidelbach | Christoph Benkelmann                               | 25. listopadu 2014 | bude oznámeno |
| 37           | 11        | Sankt Kennedy                | bude oznámeno | Lars Jessen       | Christoph Benkelmann                               | 2. prosince 2014   | bude oznámeno |
| 38           | 12        | Tod eines Roadies            | bude oznámeno | Lars Jessen       | Sebastian Schultz, Benjamin Hessler a Studio Braun | 9. prosince 2014   | bude oznámeno |
| 39           | 13        | Sophie kommet doch all       | bude oznámeno | Lars Jessen       | Benjamin Hessler                                   | 16. prosince 2014  | bude oznámeno |

### Film
| Původní název         | Český název   | Režie         | Scénář           | Premiéra v Německu | Premiéra v ČR |
| --------------------- | ------------- | ------------- | ---------------- | ------------------ | ------------- |
| Ein Mord mit Aussicht | bude oznámeno | Jan Schomburg | Benjamin Hessler | 28. prosince 2015  | bude oznámeno |